# Andrena rupshuensis
Andrena rupshuensis är en biart som beskrevs av Cockerell 1911. Andrena rupshuensis ingår i släktet sandbin, och familjen grävbin. Inga underarter finns listade i Catalogue of Life.